# Jill Karofsky
Jill Judith Karofsky (nacida el 15 de julio de 1966) es una abogada y jurista estadounidense de Madison, Wisconsin. Es la 29.ª y actual presidenta de la Corte Suprema de Wisconsin, cargo que ocupa desde el 1 de julio de 2025. Ha sido jueza de la corte desde 2020, cuando derrotó al juez titular Daniel Kelly. Antes de ser elegida para la Corte Suprema de Wisconsin, Karofsky se desempeñó durante tres años como jueza de circuito en el condado de Dane (2017–2020). Anteriormente en su carrera, trabajó como fiscal asistente del distrito en el condado de Dane y como asistente del fiscal general en el Departamento de Justicia de Wisconsin.

## Primeros años y carrera legal
Jill Karofsky nació el 15 de julio de 1966 en Middleton, Wisconsin. Durante su infancia, su madre, Judy Karofsky, fue alcaldesa de Middleton (1975–1977) y también sirvió varios años en el concejo municipal; el padre de Jill, Peter Karofsky, era pediatra.Karofsky fue campeona estatal de tenis mientras estudiaba en la Middleton High School, de la cual se graduó en 1984. Más tarde, jugó deportes en la División I para la Universidad Duke, donde obtuvo su licenciatura en artes en 1988. Karofsky recibió su título de Juris Doctor en la Facultad de Derecho de la Universidad de Wisconsin-Madison en 1992. Se casó con el abogado Jason Knutson en julio de 1998, aunque luego se divorciaron.
Karofsky ingresó al servicio público como fiscal adjunta del distrito para el condado de Dane.También ha trabajado en el Departamento de Justicia de Wisconsin como Asistente del Fiscal General, desempeñándose como fiscal de recursos en casos de violencia contra la mujer en Wisconsin, y posteriormente liderando la Oficina de Servicios para Víctimas de Delitos.

## Carrera judicial
En 2017, Karofsky fue elegida como jueza en la Corte de Circuito del Condado de Dane, derrotando a la jueza municipal Marilyn Townsend por 15 puntos.
Tres años después, Karofsky desafió al juez titular de la Corte Suprema de Wisconsin, Daniel Kelly, en las elecciones de Wisconsin de 2020. Kelly había sido nombrado para la Corte Suprema por el entonces gobernador republicano Scott Walker en 2016 y contó con el respaldo del presidente Donald Trump. Karofsky recibió el apoyo de más de 100 jueces actuales y anteriores de Wisconsin, incluida la juez titular de la Corte Suprema de Wisconsin, Rebecca Dallet. También obtuvo el respaldo de la senadora estadounidense Tammy Baldwin, el exgobernador Jim Doyle y los exsenadores estadounidenses Russ Feingold y Herb Kohl. En los días finales antes de la elección, Karofsky fue respaldada por ambos candidatos restantes de las primarias presidenciales del Partido Demócrata en 2020: el exvicepresidente Joe Biden y el senador estadounidense Bernie Sanders.
La elección se convirtió en la contienda judicial más costosa en la historia de Wisconsin hasta ese momento, con las campañas recaudando un total combinado de 10 millones de dólares. Durante la campaña, Karofsky fue blanco de anuncios televisivos de ataque financiados por partidarios de su oponente Daniel Kelly. Los anuncios afirmaban falsamente que Karofsky, como fiscal adjunta del distrito, había negociado un acuerdo con un hombre acusado de agresión sexual a una menor que resultó en la ausencia de tiempo en prisión. Karofsky no fue asignada como fiscal en ese caso hasta un año después de que se concretó el acuerdo. El 27 de marzo de 2020, la campaña de Karofsky anunció su intención de presentar una orden de cese y desistimiento contra los anuncios. El 6 de abril de 2020, el juez de la Corte de Circuito del Condado de Milwaukee, Timothy Witkowiak, bloqueó la orden judicial de Karofsky contra los anuncios bajo el argumento de que se trataba de una censura previa ilegal. El sitio sin fines de lucro de verificación de hechos PolitiFact incluyó las afirmaciones falsas contra Karofsky en su revisión anual “Pants on Fire” (Mentiras flagrantes) para 2020.
El 13 de abril de 2020, Karofsky fue declarada ganadora de la elección, obteniendo aproximadamente el 55 % de los votos. Asumió el cargo el 1 de agosto de 2020 y se convirtió en la novena mujer en la historia de Wisconsin en servir en la Corte Suprema del estado. La sorprendente victoria de Karofsky ha sido citada por Tom Perez, presidente del Comité Nacional Demócrata, como indicativa de los resultados de las elecciones presidenciales de 2020.
Fiel a su afición por el maratón, el 1 de agosto de 2020, Karofsky prestó juramento al asumir el cargo después de recorrer la milla treinta y cinco de un “ultramaratón,” en una ceremonia realizada por la juez de la Corte Suprema de Wisconsin, Rebecca Dallet, y a la que también asistió el exgobernador Jim Doyle. Luego corrió otros sesenta y cinco millas.

### Casos relacionados con las elecciones presidenciales de 2020
Karofsky votó junto con la mayoría de la Corte Suprema de Wisconsin para desestimar varias apelaciones de Donald Trump mientras buscaba impugnar los resultados de las elecciones presidenciales de Estados Unidos de 2020 en Wisconsin. Como resultado, ella y la jueza Rebecca Dallet, que también votó con la mayoría, fueron atacadas en medios impresos y en redes sociales con comentarios y amenazas antisemitas y misóginas. Estos ataques motivaron que la presidenta de la corte, Patience D. Roggensack, emitiera una declaración condenando dichas amenazas.

### Presidenta de la Corte Suprema de Winconsin
El 3 de abril de 2025, la jueza Ann Walsh Bradley fue elegida para un mandato de dos años como presidenta de la corte, que comenzó el 1 de mayo, aunque está prevista para dejar el cargo cuando termine su actual período judicial el 31 de julio. Por ello, Karofsky también fue elegida para suceder a Bradley como presidenta de la corte. Bradley renunció oficialmente al cargo de presidenta el 1 de julio de 2025, y Karofsky la sucedió.

## Vida personal
Madre soltera de dos hijos (un hijo y una hija), Karofsky vive en Madison, Wisconsin. Es corredora de maratones y triatleta Ironman.

## Historial electoral

### Corte de Circuito de Wisconsin (2017)
| Partido       | Candidato        | Votos  | %      |
| ------------- | ---------------- | ------ | ------ |
| No partidista | Jill J. Karofsky | 50,585 | 57.54% |
| No partidista | Marilyn Townsend | 37,110 | 42.21% |
|               | Por escrito      | 218    | 0.25%  |
| Votos totales | Votos totales    | 87,913 | 100.0% |

### Corte Suprema de Wisconsin

Resultados de las elecciones generales por condado:
Karofsky 40–60%
Karofsky 60–70%
Karofsky 70–90%
Kelly 40–60%
Kelly 60–70%

| Candidato              | Votos   | Porcentaje |
| ---------------------- | ------- | ---------- |
| Daniel Kelly (titular) | 352,876 | 50.04%     |
| Jill Karofsky          | 261,783 | 37.13%     |
| Edward A. Fallone      | 89,184  | 12.65%     |
| Por escrito            | 1,295   | 0.18%      |
| Votos totales          | 705,138 | 100,0%     |

| Candidato              | Votos     | Porcentaje |
| ---------------------- | --------- | ---------- |
| Jill Karofsky          | 855,573   | 55.21%     |
| Daniel Kelly (titular) | 693,134   | 44.73%     |
| Por escrito            | 990       | 0.06%      |
| Total de votos         | 1,549,697 | 100.0%     |